# Freak (canção de Sub Urban)
"Freak" é uma canção do cantor americano Sub Urban com participação da cantora coreana REI AMI, contida no EP de estreia de Sub, Thrill Seeker (2020). Foi lançada como segundo single do EP em 13 de março de 2020, através da Warner Records. A faixa foi composta e produzida por Sub Urban.

## Vídeo musical
O videoclipe foi produzido pelo Andrew Donoho, dirigido por Sub Urban e lançado em 13 de março de 2020.

## Créditos
Créditos adaptados do YouTube.
- Sub Urban — Compositor, Produtor, Mixagem e Letra
- REI AMI — Voz participante
- Sarah Yeeun Lee — Compositor
- Warner Records — Gravadora Responsável

## Históricos de lançamentos
| Região         | Data                | Formato(s)                  | Gravadora(s) | Ref.  |
| -------------- | ------------------- | --------------------------- | ------------ | ----- |
| Várias         | 13 de março de 2020 | Download digital, streaming | Warner       | [ 4 ] |
| Estados Unidos | 12 de maio de 2020  | Rádios alternativo          | Warner       | [ 6 ] |